# Mauraz
Mauraz är en ort och kommun i distriktet Morges i kantonen Vaud, Schweiz. Kommunen har 64 invånare (2023).